# Falschgeld

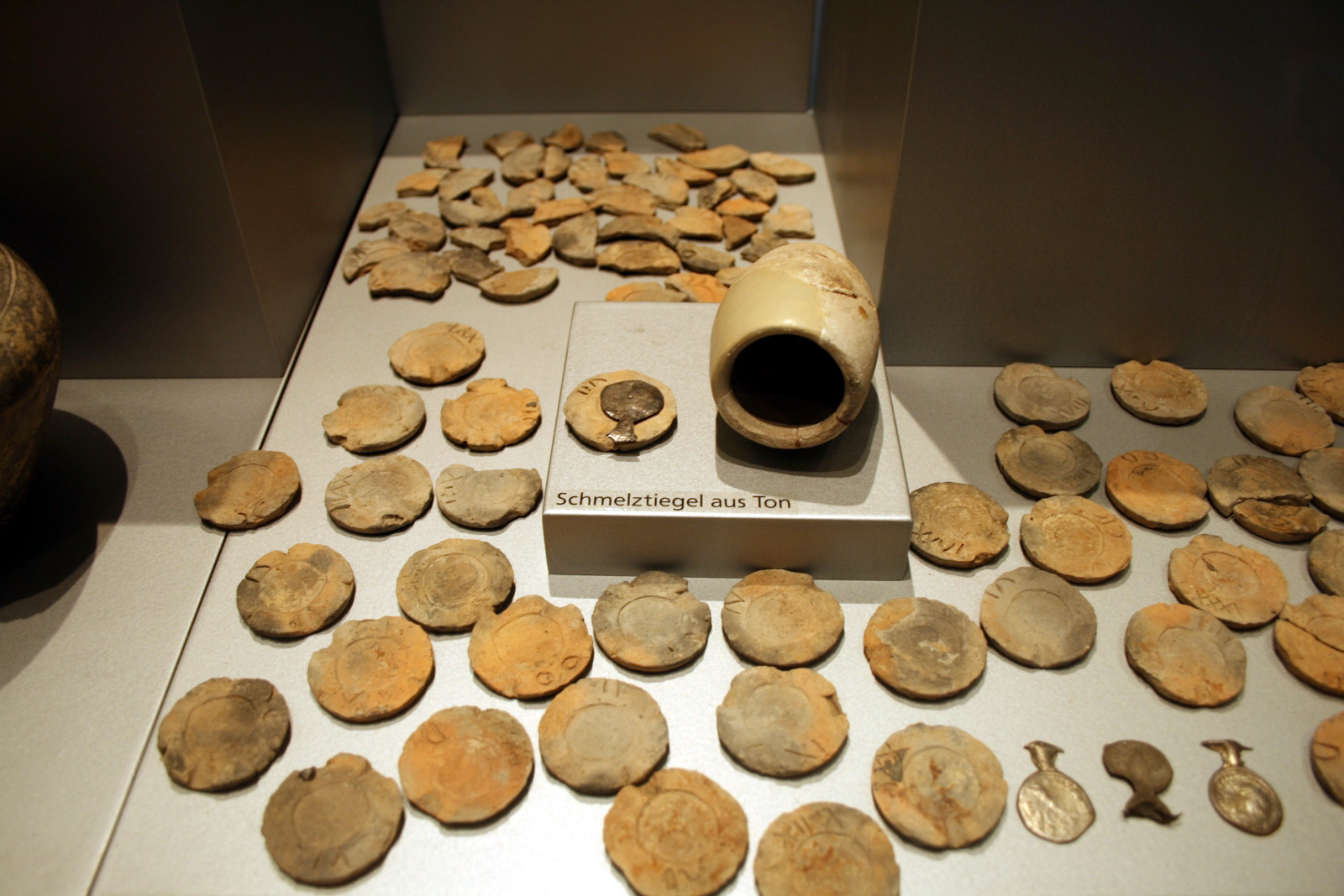
Antike Fälscherwerkstatt (Dominikanermuseum Rottweil)

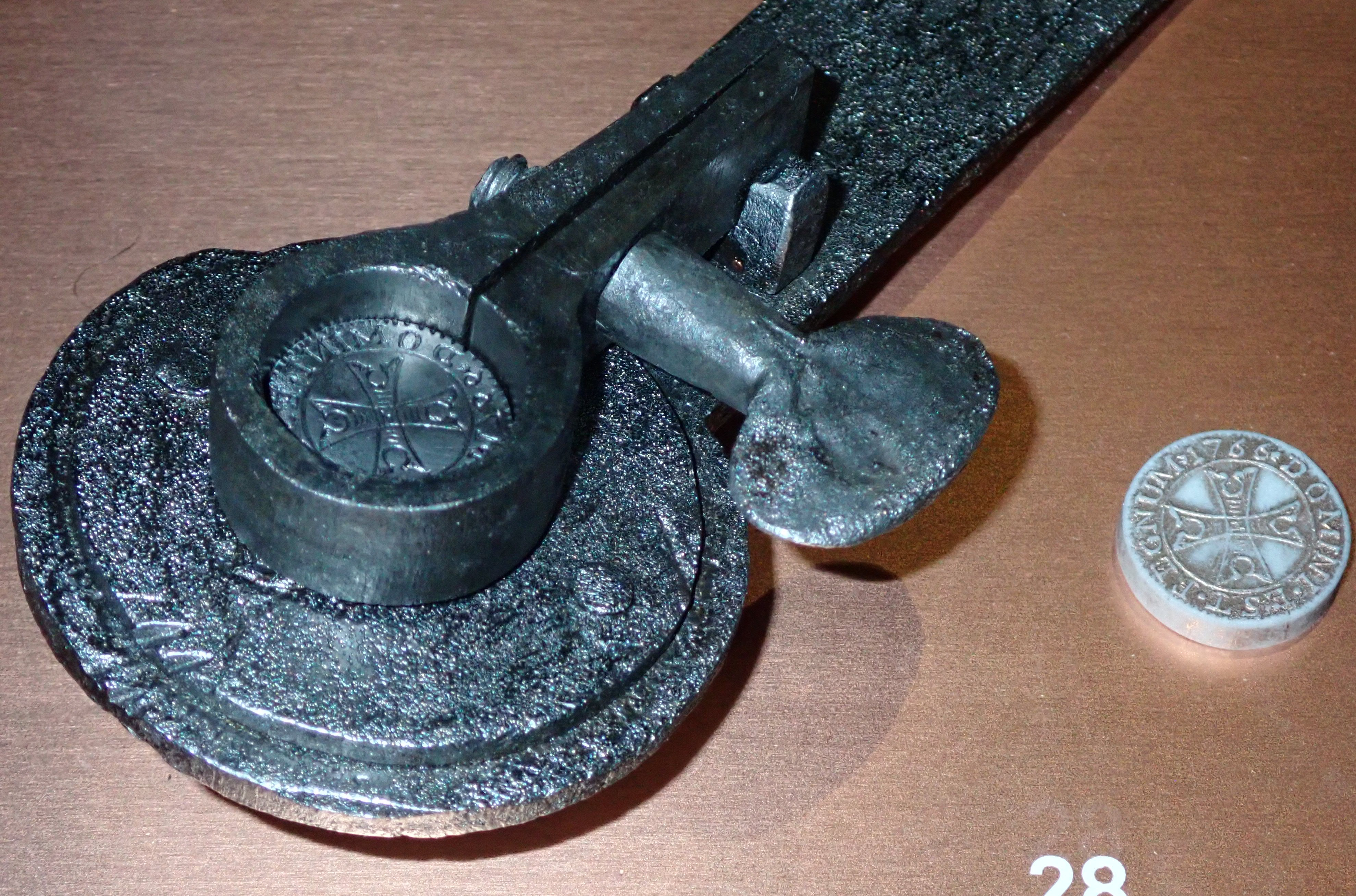
Teil einer Handprägemaschine zur Fälschung von Bluzgermünzen des Bistums Chur mit dem Jahr 1766

Falschgeld ist kein Geld im Rechtssinne, sondern eine Fälschung, durch die ein echtes Zahlungsmittel (Banknoten oder Münzen) vorgetäuscht und im Zahlungsverkehr als solches verwendet werden soll. Falschgeld ist daher unechtes Geld, das den Zahlungsempfänger betrügt und die Volkswirtschaft, vor allem das Vertrauen in den Wert des Bargelds, schädigt.

## Allgemeines
In den Anfängen der Geldwirtschaft wurden Münzen gefälscht, meist durch minderwertiges Material, zu geringem Anteil von Edelmetallen oder zu wenig Gewicht. Mit dem Aufkommen von Banknoten, das die Münzen bei höheren Nennwerten verdrängte, verschob sich der Schwerpunkt in Richtung gefälschter Geldscheine, die umgangssprachlich auch Blüten genannt werden. Um Geldfälschung zu erschweren, werden Banknoten mit speziellen Sicherheitsmerkmalen versehen.

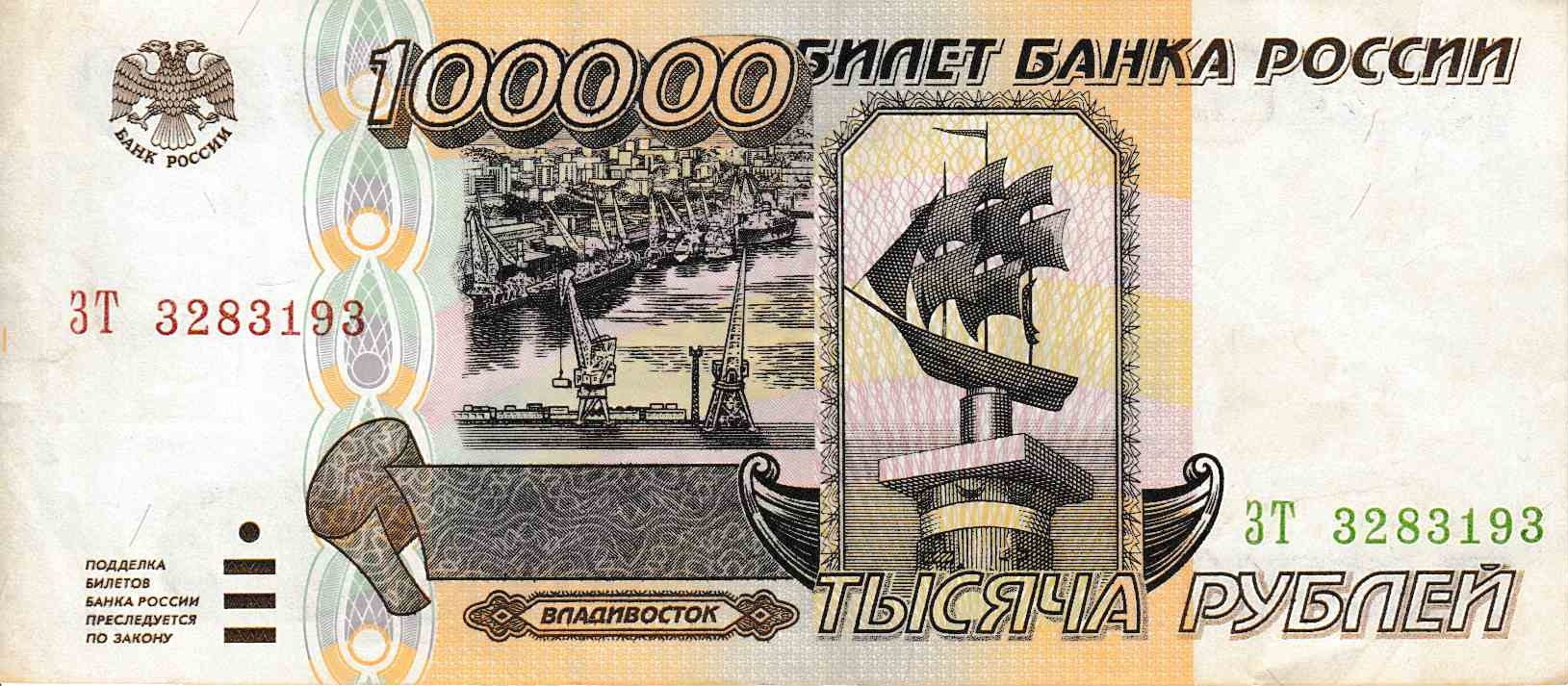
Gefälschter Rubel-Schein durch zwei aufgeklebte Nullen, die den ersten Buchstaben des Worts Билет (Banknote) teilweise abdecken (Serie 1995)

Eine Sonderform der Fälschung von Banknoten ist die Manipulation des Nennwerts durch Hinzufügen einer oder mehrerer Nullen. Insbesondere in Länder mit geringen Unterschieden des Banknotendesigns (Motive, Farbe etc.) oder mit ständig neuen Werten aufgrund hoher Inflation kommt dies häufiger vor und wird insbesondere zum Betrug von Touristen genutzt.
Unecht ist eine Banknote auch dann, wenn sie nicht oder jedenfalls nicht in der vorliegenden Form von demjenigen stammt, der als Aussteller aus ihr hervorgeht. Im zitierten Urteil hat der Bundesgerichtshof (BGH) den in Gesetzen als bekannt vorausgesetzten Rechtsbegriff des Geldes definiert. Geld ist danach straf- und zivilrechtlich „jedes vom Staat oder einer dazu von ihm ermächtigten Stelle als Wertträger beglaubigte, zum Umlauf im öffentlichen Verkehr bestimmte Zahlungsmittel ohne Rücksicht auf einen allgemeinen Annahmezwang“. Im Urteil ging es um zusammengeklebte Teile mehrerer Banknoten (sogenannte „Systemnoten“), so dass z. B. aus neun echten eine zusätzliche Banknote zusammengesetzt werden konnte, wodurch alle als Falschgeld einzustufen sind.

## Geschichte

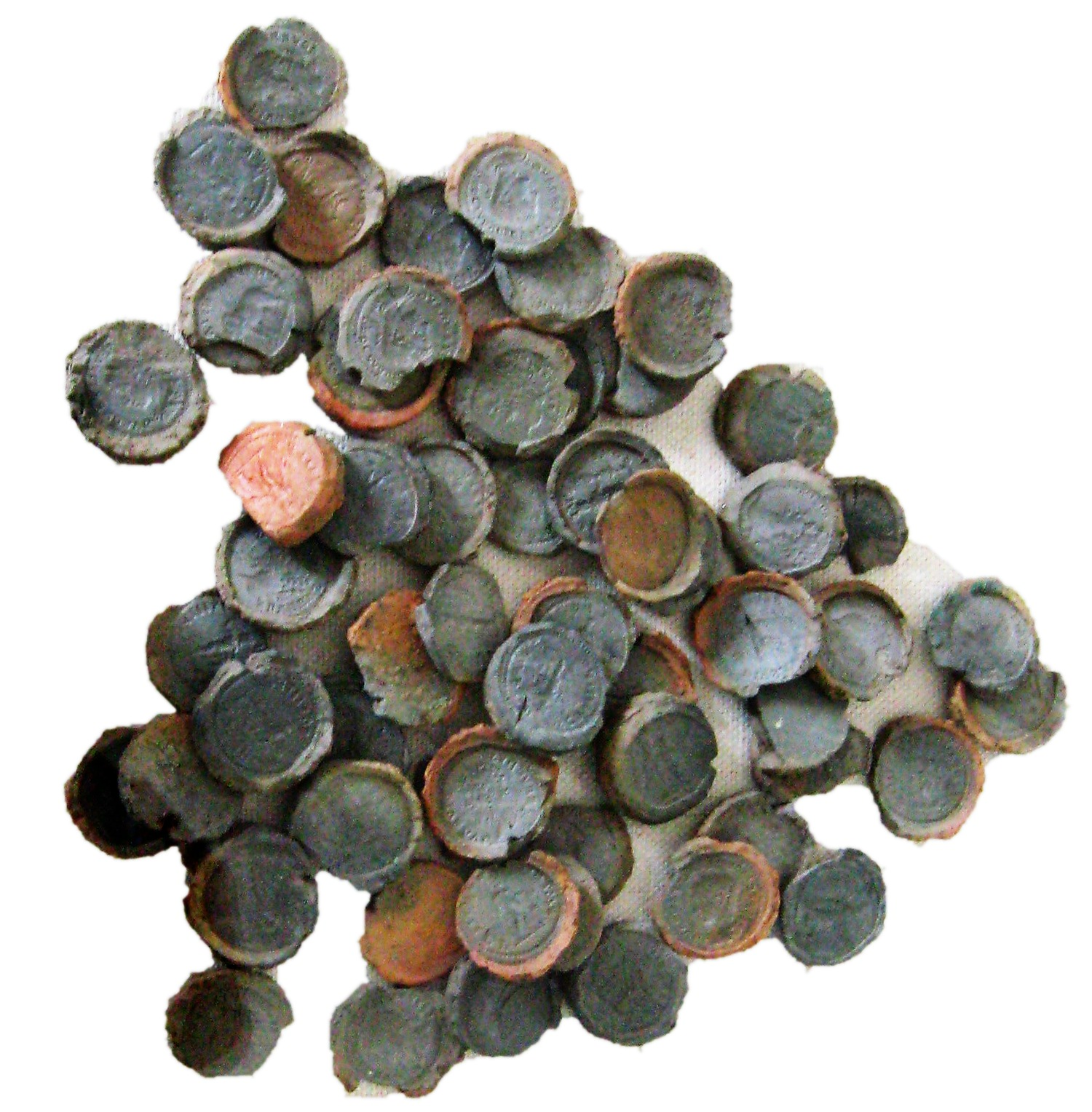
Falschmünzerförmchen aus Contiomagus

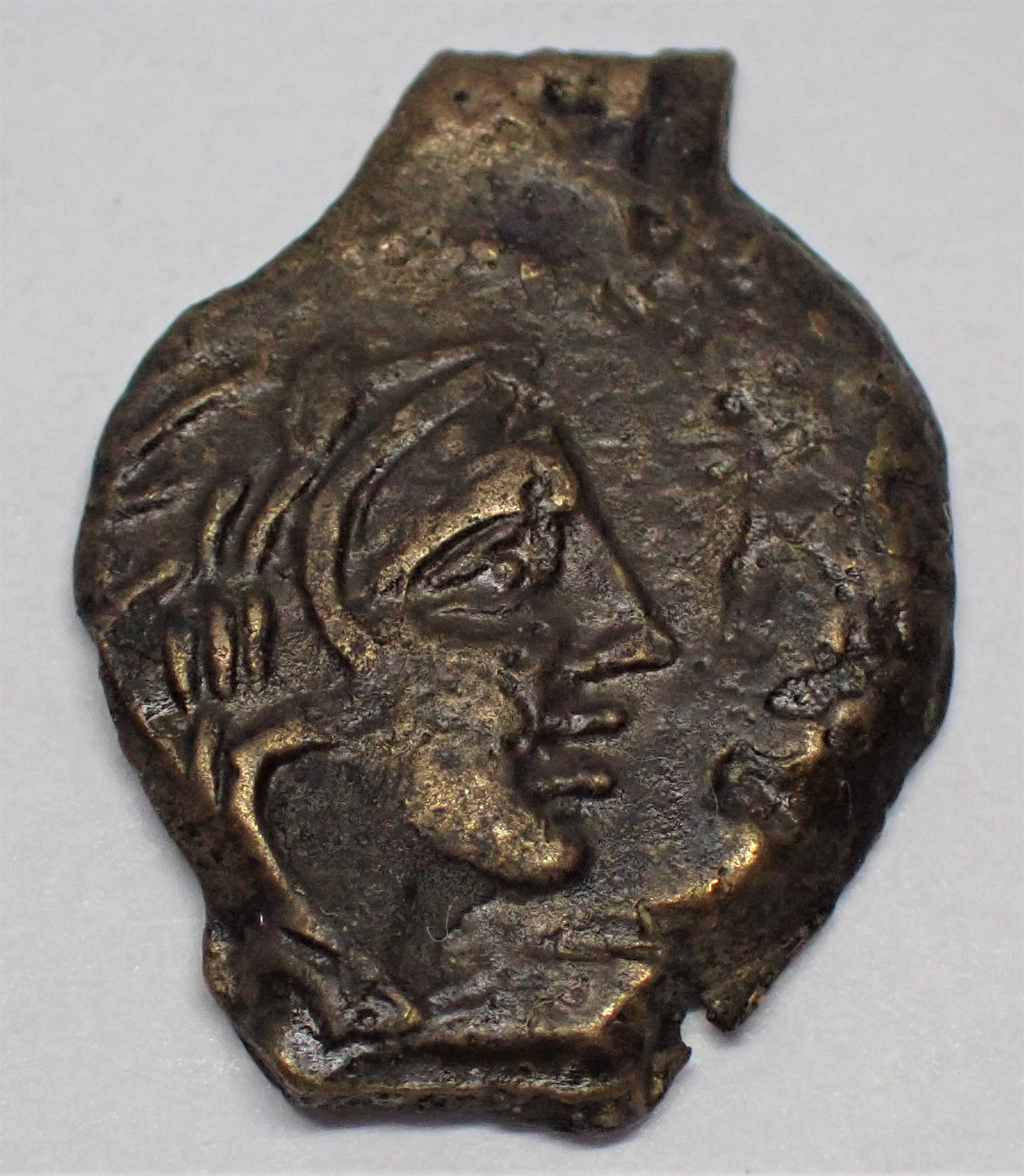
Zeitgenössische Gussfälschung eines Quadrans der Römischen Republik

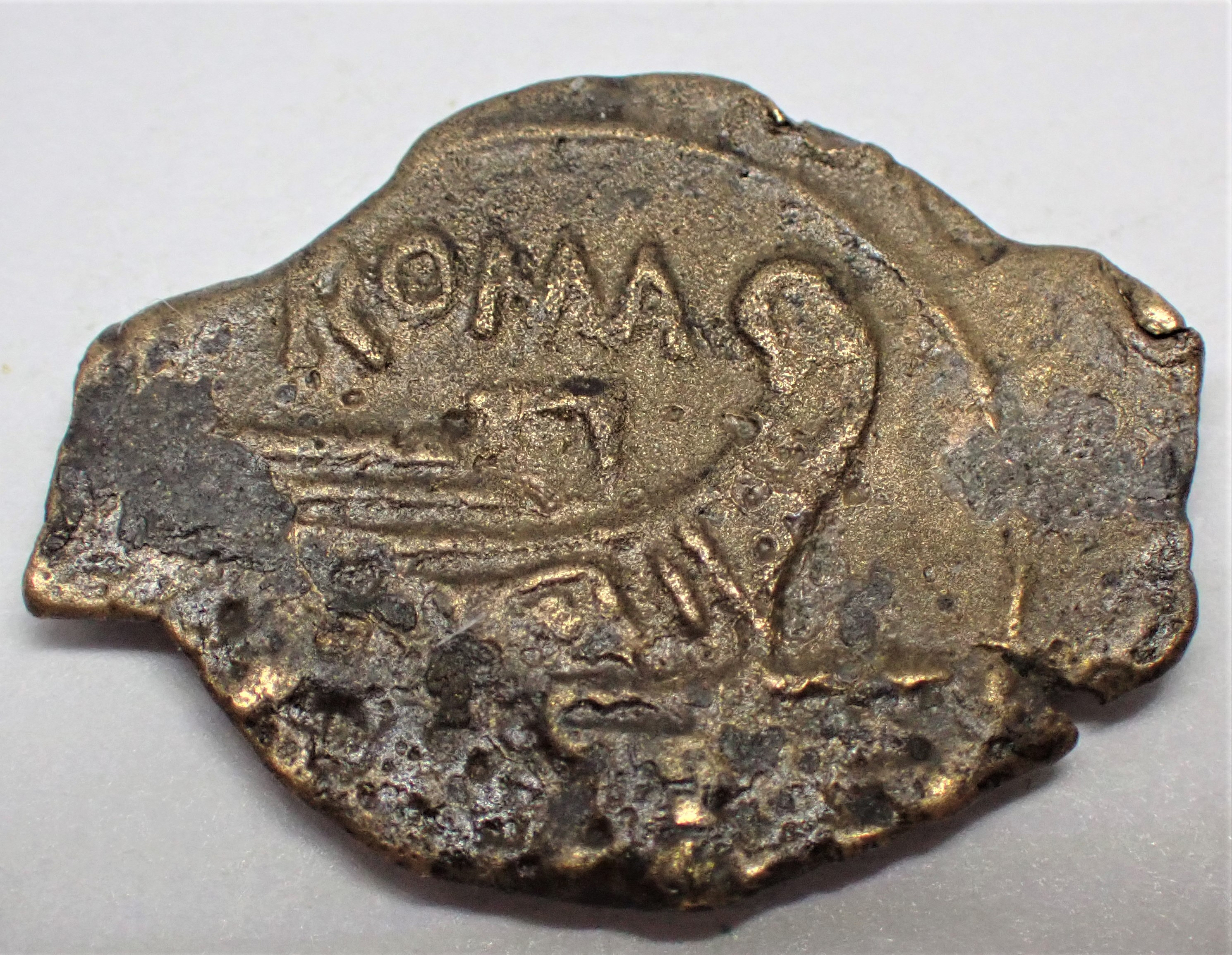
Rückseite des gegossenen Quadrans der Römischen Republik mit Prora

### Antike
Die Geschichte des Falschgelds ist fast so alt wie die des Geldes selbst. Erstmals zu Zeiten Solons (640–560 v. Chr.) wurde Falschmünzern die Todesstrafe angedroht. Im Römischen Reich wurde von Kaiser Konstantin gesetzlich verfügt, dass der Münzfälscher, neben der Einziehung seines gesamten Vermögens, mit dem Feuertod zu bestrafen ist. Im Jahr 271 n. Chr. führten die Münzfälschungen des kaiserlichen Finanzministers Felicissimus zu einer blutigen Revolte in Rom. Um 220 n. Chr. wurden in Rißtissen, heute ein Stadtteil von Ehingen in Baden-Württemberg, das damals zur römischen Provinz Rätien gehörte, falsche römische Denare mit Hilfe von Tongussformen in großem Stil hergestellt; Falschmünzen und Gussformen können im Rißtisser Römermuseum besichtigt werden. 
Gussmünzen sind im Allgemeinen untergewichtig, da der Kern natürlich aus einem günstigeren Metall gegossen wurde. Die Fälschungen sind an den häufigen Gussfehlern, verschwommenen Konturen und eventuellen Gussnähten an den Rändern zu erkennen. Da die Tongussformen nach Verwendung im Abfall vor Ort entsorgt wurden, sind allein in Trier drei verschiedene Produktionsstätten belegt. Neben Gussformen für hochwertige Denar sind auch solche für niederwertigere Münzen wie Sesterzen und Asse vorzufinden. Entsprechend kann es sein, dass es sich auch um eine frühe Form von Notgeld handelte, dass auf Grund von Metallmangel ausgegeben wurde.
Auch aus der römischen Stadt Arae Flaviae, dem heutigen Rottweil, ist ein ähnlicher Fund von ungefähr 100 n. Chr. bekannt. Der Biss in eine Goldmünze wurde beispielsweise genutzt, um unechte Münzen (meist aus härterem Material) von echten zu unterscheiden. 

### Mittelalter und Neuzeit
In der frühen Neuzeit drohten Falschmünzern drakonische Strafen, in der Halsgerichtsordnung Karls V (Constitutio Criminalis Carolina) wurde Falschmünzerei durch Verbrennen bei lebendigem Leib bestraft. Ebenso gibt es einen nachgewiesenen Fall aus der Neuzeit, in der ein Falschmünzer zum Tode durch das Tauchen in siedendes Öl verurteilt wurde (Siehe dazu auch Hustaler#Medailleure).
Einen ganz anderen Grund für das Herstellen von falschem Geld hatte die Prägung der Philippstaler. Die Herstellung der Münzen wurden nicht vom Landgraf in Auftrag gegeben, obwohl die Ausführung der Taler genau das aussagt, sondern von seinen Anhängern veranlasst. Der Taler ist somit falsch, obwohl er umlauffähig war. Ziel war hier das Verbreiten einer falschen Botschaft.

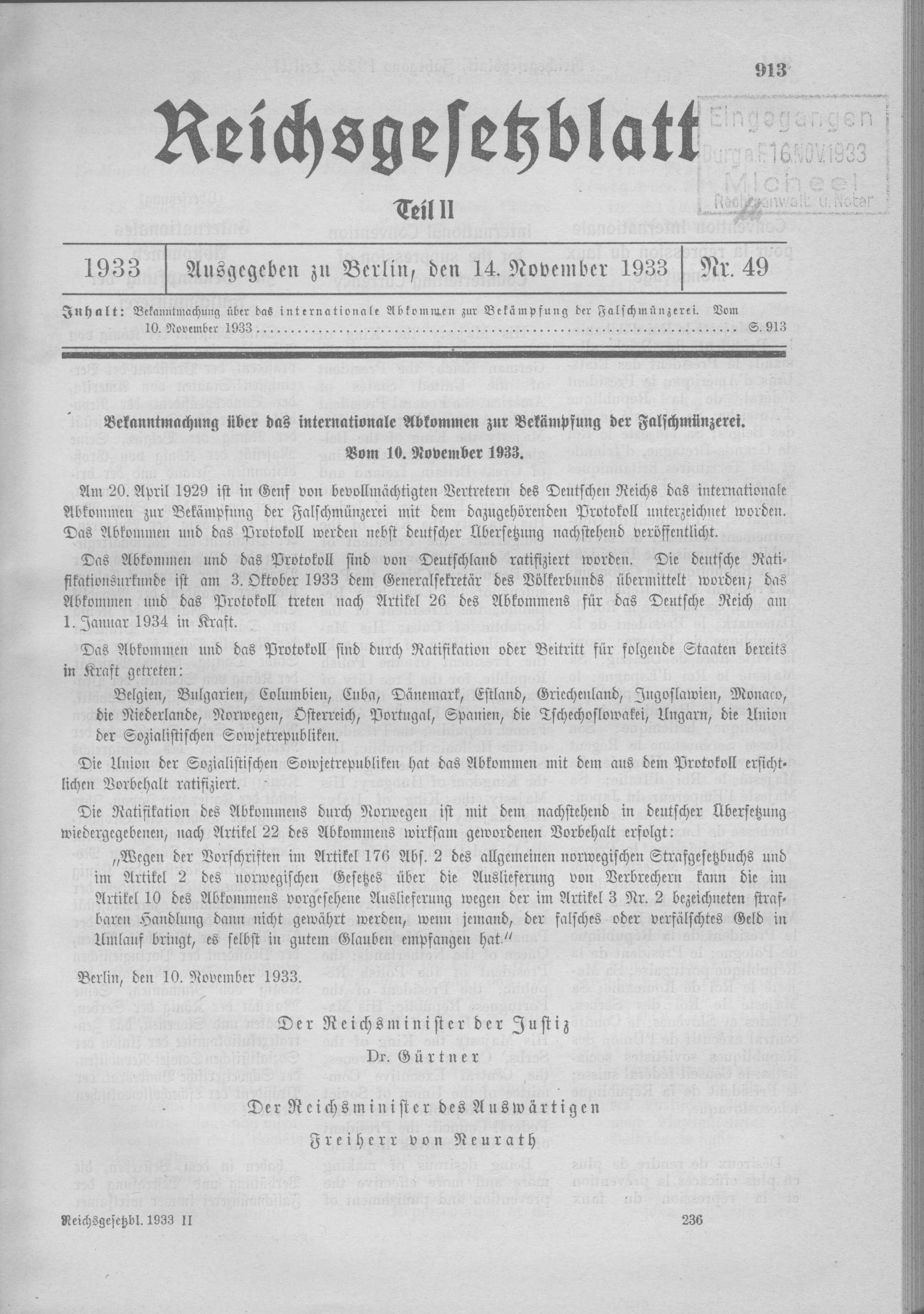
Bekanntmachung über das internationale Abkommen zur Bekämpfung der Falschmünzerei vom 10. November 1933 im Deutschen Reichsgesetzblatt

Ab Februar 1925 sorgte der portugiesische Betrüger Artur Virgílio Alves dos Reis im Bankwesen mit 200 Millionen Escudo fast für den Ruin der portugiesischen Wirtschaft. Mit Raffinesse schaffte er es, beim Geldscheindrucker der Banco de Portugal einen geheimen Auftrag zu platzieren und damit Banknoten zu erhalten, die von den echten nur als Duplikate der Seriennummer unterscheidbar waren. Nach Verbüßung seiner Gefängnisstrafe starb er 1955 verarmt.
Die „Operation Bernhard“ sollte ab September 1943 die britische Wirtschaft durch Falschgeld destabilisieren. Jüdische Zwangsarbeiter im KZ Sachsenhausen stellten etwa 140.000 Pfund im Gegenwert von heute 570 Millionen Euro her. Es war damit die größte bekannte Geldfälschungsaktion der Geschichte. Im Jahre 1973 flog der als „Blütenrembrandt“ bekannte Grafiker Günter Hopfinger auf. Er hatte mehr als 100 Tausenderbanknoten sowie Hundert-DM-Scheine mit Zeichentusche per Hand nachgemacht.
Museal rezipiert es in Saillon im Wallis (Schweiz). Dort beschäftigt sich das Falschgeld-Museum mit Joseph-Samuel Farinet und seinen Zwanzigräpplern.
Seit 1994 wird Nordkorea verdächtigt, eine als Superdollar bezeichnete, nahezu perfekte Fälschung des US-Dollars anzufertigen. Bisher gibt es dazu keinerlei Beweise.
Dem Deutschen Hans-Jürgen Kuhl gelang im April 2007 die Herstellung von rd. 16,75 Millionen US-Dollar in „exzellenter“ Qualität, einer der weltweit qualitativ bedeutendsten Falschgeldfunde der Kriminalgeschichte. Den größten Falschgeld-Fund in Großbritannien gab es mit 5,1 Millionen Euro im Mai 2012.
Im März 2008 wurde – nach Aufzeichnungen des Bundeskriminalamts erstmals in Österreichs Geschichte – eine Münzfälscherwerkstätte aufgedeckt. Bereits 2006 war eine Stanzmaschine besorgt worden, seit 2007 wurden falsche 50-Eurocent-Münzen mit der Hand gepresst, die jedoch noch nicht in Umlauf kamen.

## Rechtsfragen (Deutschland)

### Geld
Die Gelddefinition des BGH beinhaltet verschiedene Merkmale, die erfüllt sein müssen, soll es sich um Geld im Rechtssinne handeln. Aussteller muss der Staat oder dessen Zentralbank sein, es muss sich um einen Wertträger mit Beglaubigung handeln. Diese erfolgt bei Euro-Banknoten durch die Unterschrift des EZB-Präsidenten unter der Europaflagge, eine Voraussetzung für die rechtliche Umlauffähigkeit von EU-Banknoten. Schließlich muss es für den Umlauf im öffentlichen Verkehr bestimmt sein, und zwar ohne Rücksicht auf einen allgemeinen Annahmezwang. In der Eurozone ist nur der Euro gesetzliches Zahlungsmittel, echte Fremdwährungen aus anderen Staaten oder Geldersatzmittel unterliegen keinem gesetzlichen Annahmezwang.
Sammlermünzen, die offiziell in ihren Herkunftsländern als Zahlungsmittel gelten, denen aber objektiv keine praktische Zahlungsmittelfunktion zukommt (etwa Krugerrand in Südafrika, Goldvreneli in der Schweiz, American Gold Eagle in den USA), sind nicht als Geld im Sinne von § 935 Abs. 2 BGB anzusehen. Im zitierten Urteil ging es um den südafrikanischen Krügerrand, der zwar in seinem Heimatland offiziell als Zahlungsmittel gilt, aber nicht dafür verwendet wird. Dem Urteil zufolge gilt er in Deutschland straf- und zivilrechtlich nicht als Geld. Das hat strafrechtlich enorme Folgen: Wer Goldmünzen nachmacht, kann nicht wegen Geldfälschung bestraft werden.

### Geldfälschung

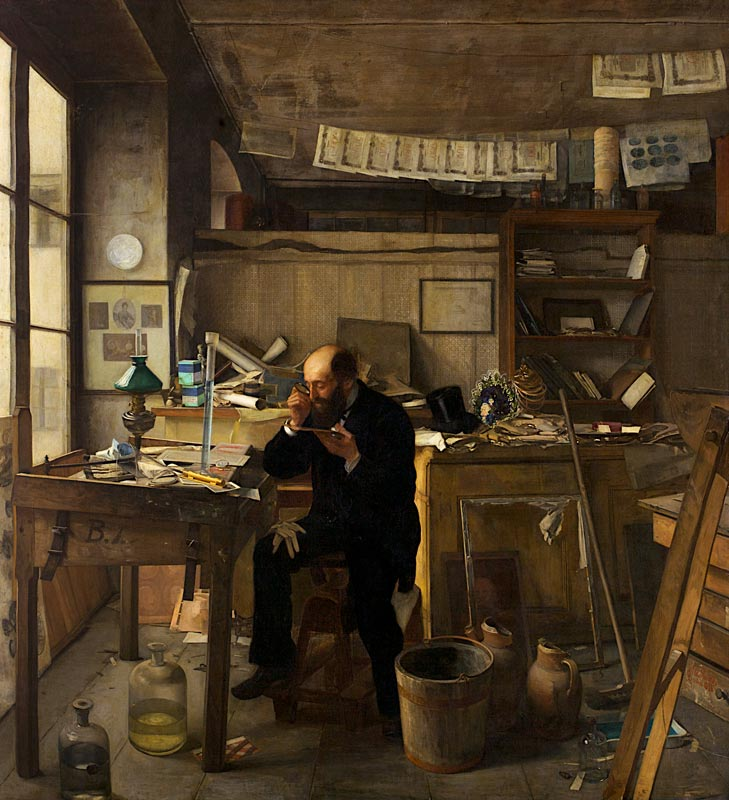
Ernst te Peerdt: Der Banknotenfälscher, 1876, Museum Kunstpalast

Der aus § 146 Abs. 1 StGB hervorgehende Tatbestand der Geldfälschung umfasst das Nachmachen von Geld in der Absicht, dass es als echt in Verkehr gebracht oder das Ermöglichen des Inverkehrbringens oder die Verfälschung von Geld in dieser Absicht, dass der Anschein eines höheren Wertes hervorgerufen wird, das Verschaffen oder Feilhalten von falschem Geld in dieser Absicht oder falsches Geld, das unter diesen Voraussetzungen nachgemacht, verfälscht oder verschafft wurde, als echt in Verkehr gebracht wird. Nachmachen ist eine derartige körperliche Behandlung einer Sache, dass sie mit einer anderen Sache, die sie in Wirklichkeit nicht ist, verwechselt werden kann. Geld ist dann nachgemacht, wenn es den Anschein gültigen echten Geldes erregt und im Geldverkehr den Arglosen zu täuschen vermag. Unter Inverkehrbringen ist nach ständiger Rechtsprechung jeder Vorgang zu verstehen, durch den der Täter das Falschgeld in der Weise aus seinem Gewahrsam entlässt, dass ein anderer tatsächlich in die Lage versetzt wird, sich des falschen Geldes zu bemächtigen und mit ihm nach seinem Belieben umzugehen, es insbesondere weiterzugeben.

### Falschgeld
Falschgeld ist ein Rechtsbegriff, unter welchem § 36 Abs. 1 BBankG „nachgemachte oder verfälschte Banknoten oder Münzen“ versteht. Falschgeld ist eine Geldfälschung, die durch Geldfälscher vorgenommen wird.

### Strafrecht
Geldfälschung (§ 146 StGB) ist in Deutschland ein Verbrechen, das mit einer Freiheitsstrafe von mindestens einem Jahr bestraft wird. Schon auf den deutschen Reichsbanknoten wurde mit Zuchthausstrafen gedroht: Wer Banknoten nachmacht oder verfälscht, oder nachgemachte oder verfälschte sich verschafft und in Verkehr bringt, wird mit Zuchthaus nicht unter zwei Jahren bestraft. Auf den deutschen DM-Scheinen ab 1974 wurde dann der Begriff Zuchthaus durch Freiheitsstrafe ersetzt. Die Erwähnung der Strafandrohung entfiel mit der vierten Serie der Deutschen Mark ab 1990.
Das Geldausgaberecht der Deutschen Bundesbank ist verfassungsrechtlich gesichert (Art. 88 GG). Wegen der internationalen Bedeutung des Geldwesens gilt strafrechtlich in Deutschland das Weltrechtsprinzip (§ 6 Nr. 7 StGB), wonach der inländische Staat jedes Geldverbrechen, auch wenn es ausländische Banknoten betrifft, seiner Gerichtsbarkeit unterstellt. Geldfälschung ist in Deutschland ein Unterfall der Urkundenfälschung. Das Strafgesetzbuch verwendet den Oberbegriff „Geldzeichen“, damit außer dem gesetzlichen Zahlungsmittel auch Wertträger erfasst sind, die darüber hinaus im Zahlungsverkehr anstelle des Geldes verwendet werden.
Zentrale Strafnorm ist § 146 StGB, der zunächst zwischen „nachmachen“ und „verfälschen“ unterscheidet. „Nachmachen“ heißt, eine Sache derart körperlich zu behandeln, dass sie mit einer anderen verwechselt werden kann. Falschgeld entsteht auch dann, wenn in einer offiziellen Münzprägeanstalt Münzen nachgeprägt werden, ohne dass der Bund einen Auftrag erteilt hat. Ein „Verfälschen“ liegt vor, wenn dem Geld durch Veränderung der Anschein eines höheren Wertes gegeben wird. „Sich verschaffen“ bedeutet, dass sich der Täter in den Besitz oder seine Verfügungsgewalt bringt und dem Willen zu eigenständiger Verfügung annimmt. „Inverkehrbringen“ ist ein tatsächliches Annehmen durch Dritte im Rahmen des Zahlungsverkehrs. Geld muss so aus dem Gewahrsam entlassen werden, dass ein anderer tatsächlich in die Lage versetzt wird, darüber Verfügungsgewalt zu erlangen. „Als echt“ ist Falschgeld im Verkehr, sobald es in die Hände eines Arglosen gelangt ist. Beim Inverkehrbringen erfüllt nach der Rechtsprechung entgegen dem Wortlaut „als echt“ auch die Weitergabe an eine eingeweihte Mittelsperson zum Zwecke des Einschleusens in den Zahlungsverkehr den Tatbestand. Da es sich um ein Verbrechen handelt, ist auch der Versuch strafbar.
Mit § 147 Abs. 1 StGB wird auch derjenige bestraft, der gutgläubig Falschgeld erworben hat, und dies weitergibt, nachdem er festgestellt hat, dass es sich um Falschgeld handelt. Gutgläubig erwirbt Falschgeld, wer es in der Vorstellung annimmt, es sei echt. Nach § 151 StGB werden Wertpapiere dem Geld gleichgesetzt. Die mit Strafe bedrohten Tatbestände sollen der Sicherheit und Zuverlässigkeit des Geldverkehrs dienen.

### Falschgeld in Fremdwährungen
Werden gefälschte Sorten (Bargeld in Fremdwährung) gegen Euro als Gegenleistung angeboten, handelt es sich zivilrechtlich um einen Kaufvertrag. Sowohl beim häufigeren Gattungskauf als auch beim selteneren Stückkauf löst die Lieferung von Falschgeld Gewährleistungsansprüche nach § 437 BGB (Nacherfüllung, Minderung oder Schadensersatz) aus, sofern die erforderliche Tilgungsbestimmung vom Verkäufer abgegeben wurde. Dessen ungeachtet liegt auch hierbei strafrechtlich der Tatbestand der Geldfälschung vor, der gemäß § 152 StGB auch auf Geld eines fremden Währungsgebietes (Fremdwährung) anzuwenden ist.

## Deutsche Bundesbank und Europäische Zentralbank
Die Deutsche Bundesbank bringt gemäß § 7 Abs. 1 MünzG die deutschen Euro-Münzen und die deutschen Euro-Gedenkmünzen nach Maßgabe der Bedürfnisse in den Verkehr. Außerdem hat nach § 14 Abs. 1 BBankG die Bundesbank das ausschließliche Recht, Banknoten für Deutschland auszugeben. Auf Euro lautende Banknoten sind das einzige unbeschränkte gesetzliche Zahlungsmittel. Aus diesen Rechtsnormen folgt, dass niemand anders Münzen oder Banknoten ausgeben darf; die Bundesbank besitzt das Monopol. Deshalb sieht § 35 Abs. 1 BBankG eine Bestrafung bei Zuwiderhandlungen vor.
Die Bundesbank sowie alle Kreditinstitute, „zu deren Aufgaben die Bearbeitung und Ausgabe von Banknoten und Münzen gehört …, sind verpflichtet, sicherzustellen, dass die Euro-Banknoten und -Münzen, die sie erhalten haben und wieder in Umlauf geben wollen, auf ihre Echtheit geprüft werden, und dafür Sorge zu tragen, dass Fälschungen aufgedeckt werden“ (Art. 6 Abs. 1 Verordnung (EG) Nr. 1338/2001 vom 28. Juni 2001 zur Festlegung von zum Schutz des Euro gegen Geldfälschung erforderlichen Maßnahmen). Die Bundesbank, ihre Mitarbeiter und andere Institutionen sind gemäß § 36 BBankG verpflichtet, nachgemachte oder verfälschte Banknoten oder Münzen, als Falschgeld verdächtige Banknoten oder Münzen sowie unbefugt ausgegebene Gegenstände im Sinne des § 35 BBankG unverzüglich gegen Quittung anzuhalten (aus dem Verkehr nehmen; siehe Einziehung) und unverzüglich mit einem Bericht der zuständigen Polizeibehörde zu übermitteln.
Der Beschluss der Europäischen Zentralbank (EZB) vom 19. April 2013 „über die Stückelung, Merkmale und Reproduktion sowie den Umtausch und Einzug von Euro-Banknoten“ (EZB/2013/10) spricht in Art. 2 von der „Reproduktion“ als „jede körperliche oder nicht körperliche Abbildung, in der eine Euro-Banknote vollständig oder teilweise bzw. Teile ihrer einzelnen Gestaltungselemente verwendet werden, wie z. B. Farben, Abmessungen, Buchstaben oder Symbole, und die Ähnlichkeit mit einer Euro-Banknote haben könnte oder allgemein den Eindruck einer echten Euro-Banknote erwecken könnte“. Diese Reproduktion meint jedoch keine Geldfälschung, sondern die Wiedergabe des Euro oder dessen Gestaltungselemente in Medien, die nur mit dem diagonalen Aufdruck „Muster/Specimen“ und weiteren Voraussetzungen statthaft ist.

## Prävention
Die Prävention und der Schutz vor Falschgeld ist unter anderem Aufgabe der Bargeldakteure, da Falschgeld staatlicherseits eingezogen und nicht erstattet wird. Die Bargeldakteure werden wiederum unterstützt durch Schulungen von der Polizei, den Zentralbanken und durch maschinelle Systeme, wie Banknoten-Prüfgeräte im Kassenbereich. Die Erkennung von Falschgeld durch den Bürger wiederum wird gewährleistet durch Eigenschaften, die nicht fälschbar oder schwer kopierbar sind, die Sicherheitsmerkmale.
Bargeld, das vermutlich oder gesichert falsch ist, wird von den Behörden „angehalten“, d. h. dem Zahlungsverkehr durch Sicherstellung entzogen.

### Sicherheitsmerkmale
Durch Verwendung von Sicherheitsmerkmalen auf Geldscheinen (Wasserzeichen, Sicherheitsfäden, Hologramme) versuchen die Zentralbanken Geldfälschung zu unterbinden.
- Stichtiefdruck,
- Sicherheitsfaden (Silberfaden),
- Wasserzeichen,
- Hologramm,
- Farbwechsel beim Kippen (OVI),
- Durchsichtsregister,
- Spezialfolie / Spezialfolienelement,
- Perlglanzstreifen / Farbwechsel,
- Mikroschrift,
- UV-Licht-Fluoreszenz (Fasern im Papier, Leuchtstoffe in der Druckfarbe),
- Infrarot: Absorption oder IR-Fluoreszenz-Eigenschaft,
- Spezialpapier,
- unsichtbare maschinenlesbare Merkmale, die mittels spezieller Sensoren nachweisbar sind

### Fälschungstypen
Fälschungen (im Fachausdruck „Falsifikate“) werden in Fälschungsklassen nach Qualität unterteilt. Den größten Anteil des Falschgelds machen einfache Farbkopien auf Normalpapier aus. Sog. Eindrucksfälschungen erwecken den Anschein der Echtheit durch minderwertige Nachahmungen einzelner Elemente, z. B. von Hologrammen durch Glanzeffekte. Daher sind die meisten Fälschungen auch durch Laien identifizierbar, wenn sie den Ratschlag der Überprüfung durch Sehen – Fühlen – Kippen befolgen. Nur bei hochwertigen Fälschungen aus professionellen Fälscherwerkstätten sind Hilfsmittel und spezielle Geräte zur eindeutigen Erkennung notwendig. Diese Prüfung erfolgt durch die Filialen der Zentralbanken (Deutsche Bundesbank, Schweizerische Nationalbank) im Rahmen der Banknotenbearbeitung zur Überprüfung der Umlauffähigkeit und Echtheit der Banknoten.
Für die Erkennung von Fälschungen stehen in Deutschland in den Filialen der Deutschen Bundesbank verschiedene Techniken zur Verfügung:
- Bei Papiergeld gab es ab 1977 Halbautomaten (Typ ISS 300), ab 1992 Vollautomaten (Typ ISS/BPS 3000), seit 2005 die Multistückelungsmaschine BPS 1000 und seit 2017 die BPS M7 von Giesecke+Devrient.[28] Die Erkennungssicherheit von Fälschungen liegt bei 100 %. Erkannt werden die Falsifikate durch spezielle Sensoren (Blackbox-Prinzip), die die Sicherheitsmerkmale von Banknoten prüfen.
- Hartgeld wird durch vollautomatische Hartgeldbearbeitungsmaschinen (NGZ 6000) kontrolliert, die im Vergleich zu den Papiergeldbearbeitungsmaschinen eine geringere Erkennungsrate von 96 % haben.

Fälschungen werden an festgelegte Behörden übergeben. In Deutschland ist dies die Falschgeldstelle der Deutschen Bundesbank, in der Schweiz die Zentralstelle Falschgeld der Schweizer Bundeskriminalpolizei. In den USA übernimmt der Secret Service diese Aufgabe.

#### Hartgeld
Die am häufigsten gefälschten Geldstücke im Eurogebiet sind Zwei- und Ein-Euro-Münzen sowie 50-Cent-Münzen. Im Jahr 2006 wurden 77.000 Falschmünzen in Deutschland entdeckt, ein Höchststand seit der Euroeinführung. In der Schweiz ist die am häufigsten gefälschte Münze der Fünfliber, die 5-Franken-Münze.
Das Falschgeldaufkommen bei Zwei-Euro-Münzen ist sehr hoch und von der Stückzahl erheblich höher als bei den Papierfalsifikaten. Erfahrungsgemäß fallen bei der Bearbeitung von 75.000 Zwei-Euro-Münzen etwa 15 bis 25 Falschmünzen an. 2006 waren 141.000 falsche Zwei-Euro-Münzen und 14.000 Ein-Euro-Münzen im Umlauf. Die Stückzahl von Falsifikaten hängt allerdings von der Region ab (in Metropolen ist das Falschgeldaufkommen größer als in ländlichen Gebieten). Die Chance für einen Laien, eine falsche Münze zu erkennen, ist im Alltag fast ausgeschlossen. Am einfachsten lassen sich gefälschte Euro-Münzen mit einem Magneten entlarven: gefälschte Euro-Münzen sind meistens stark oder gar nicht magnetisch, während die echten Ein- und Zwei-Euro-Münzen nur leicht am Magneten haften.
Nachdem in der Schweiz täuschend echt gefälschte 5-Franken-Münzen (Fünfliber) auftraten, die in Italien produziert worden waren, hat sich nach der Auflösung der Falschgeldwerkstätte die Lage etwas beruhigt. Als Maßnahme werden momentan sämtliche Fünf-Franken-Stücke von 1985 bis 1993 eingezogen und vernichtet, da sie eine vertiefte Randschrift haben. Sie sind seit 2007 ungültig, werden aber von der Nationalbank nach wie vor zum Nennwert zurückgenommen. Andere Jahrgänge haben eine erhöhte Randschrift und sind daher schwieriger zu fälschen. Während 1998 über 21.000 Falschmünzen festgestellt werden konnten, waren es 2004 lediglich 339 Münzen. Daneben wurde noch eine größere Zahl an gefälschten Zweifränklern sowie den Zwanzigfranken-Goldvreneli festgestellt.
Es gibt verschiedene Fälschungsidentifizierungsmerkmale für Hartgeld, die auch für die Erkennung in Verkaufsautomaten benutzt werden:
- Farbe
- Rändelung
- Gewicht und Schwerpunktlage (durch nicht exakt mittige Prägung)
- Abmessungen
- Elektrischer Widerstand
- Magnetismus

#### Banknoten

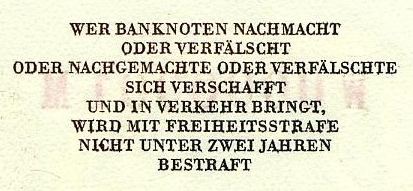
Warnhinweis auf den ersten drei Serien der DM-Banknoten nach 1970, zuvor Zuchthaus

Im ersten Halbjahr 2004 waren die häufigsten Fälschungen in Deutschland 50-Euro-Noten (43,6 %), gefolgt von 20-Euro-Noten (28,2 %) und 100-Euro-Noten (21,3 %). Am seltensten wurden falsche 500-Euro-Noten (0,4 %) entdeckt. Insgesamt wurden im Jahr 2004 in der gesamten Eurozone etwa 594.000 Fälschungen angehalten. Nach einem Höchstwert im Jahr 2016 mit ca. 900.000 gefälschte Euro-Scheinen sank die Zahl aufgrund verbesserter Sicherheitsmerkmale auf 347.000 im Jahr 2021, davon in Deutschland 42.000. In der Einführungsphase des Euros wurden mehrmals erfolgreich falsche 300- und 1000-Euro-Noten (die es als echtes Geld gar nicht gibt) in Umlauf gebracht. Diese plumpe Masche hat Erfolg, weil naive Personen sogar auf 55-Euro-Noten hereinfallen. Im Jahr 2006 war die 20-Euro-Note mit 36 % der am meisten gefälschte Stückelungswert, im Jahr 2021 lag der Schwerpunkt bei 40 % falschen 20-Euro-Noten und 38 % falschen 50-Euro-Noten. Hohe Stückelungswerte werden seltener gefälscht, weil die Empfänger die Banknoten kritischer prüfen.
Von den Schweizer Noten sind im Jahr 2004 7.938 Falschnoten im Wert von 4,1 Millionen Schweizer Franken sichergestellt worden. Am Nominalwert (Gesamtumlauf 34 Milliarden Franken) betrug der Falschgeldanteil daher 0,022 %. Von den 4 Millionen Franken Falschgeld waren 2,3 Millionen Franken sogenannte Faksimile-Noten. Diese werden vor allem bei Geldübergaben in der organisierten Geldwäscherei zur Täuschung der mit den Schweizer Noten nicht vertrauten Empfänger verwendet. Hierbei werden Faksimile-Noten häufig in einem Geldbündel zwischen echten Banknoten übergeben.
Die Euro-Fälschungen in der Schweiz machen die meisten Schwierigkeiten, im Jahre 2004 wurden gefälschte Euro-Noten und Münzen im Wert von zwei Millionen Euro sichergestellt. Dazu kommen Dollar-Falsifikate im Werte von etwa einer Million US-Dollar.
Von den Werten war die 100-Franken-Note mit 53 % im Jahr 2003 das beliebteste Objekt. Dann folgen mit 16 % die 50-Franken-Note und mit 14 % die 20-Franken-Note. Am wenigsten gefälscht wird die 1000-Franken-Note mit einem Anteil von 2,9 %. Zudem wurde eine 2000-Franken-Note sichergestellt, die offiziell gar nicht existiert.
Manche Falsifikate können nur von geschultem Fachpersonal der Bundesbank und den Falschgeldsachbearbeitern der Polizei erkannt werden. In den Geschäftsbanken und Werttransportunternehmen werden Geräte und Maschinen eingesetzt, die von der EZB regelmäßig überprüft werden, ob sie alle bekannten Fälschungen erkennen.

### Warnhinweise auf Banknoten
Auf dem 50- und dem 100-DM-Schein der zweiten Serie wurden potenzielle Geldfälscher durch einen kleingedruckten Hinweis gewarnt: „Wer Banknoten nachmacht oder verfälscht, oder nachgemachte oder verfälschte sich verschafft und in Verkehr bringt, wird mit Zuchthaus nicht unter zwei Jahren bestraft“. Das Wort Zuchthaus wurde 1970 durch Freiheitsstrafe ersetzt. Dieser Straftext ist ebenfalls auf der Rückseite aller Scheine der dritten Serie („BBk I“) vorhanden. Das Zitat des Paragraphen 146 für Geldfälschung aus dem StGB sollte der Prävention dienen und hat rechtlich keine Bedeutung, sodass es bei der vierten Serie („BBk III“) ersatzlos entfallen ist. Ähnlich war es auch bei der DDR-Mark formuliert.
Auf belgischen Franc-Banknoten wurde zeitweise auf Französisch bzw. Niederländisch gewarnt: LE CONTREFACTEUR EST PUNI DES TRAVAUX FORCES (ART.173 DU CODE PENAL) und DE NAMAKER WORDT MET DWANGARBEID GESTRAFT (ART. 173 VAN HET STRAFWETBOEK). Hier musste also mit Zwangsarbeit gerechnet werden. Die Nederlandsche Bank veröffentlichte auf der Rückseite ihres Geldes in Mikroschrift folgende Worte Hij die muntspeciën of munt- of bankbiljetten namaakt of vervalst, met het oogmerk om die muntspeciën of munt- of bankbiljetten als echt en onvervalst uit te geven of te doen uitgeven, wordt gestraft met gevangenisstraf van ten hoogste 9 jaren oder in späteren Auflagen de namaker of vervalser wordt gestraft aus dem dortigen Wetboek van strafrecht (Art. 208).
Ein derartiger Hinweis befindet sich bereits auf Papiergeld von Kei Chatu. Während der mongolischen Herrschaft wurde 1294 nach chinesischem Vorbild der Cao in Iran eingeführt und ersetzte das Metallgeld. Darauf stand die Wertangabe mit folgendem Hinweis: „Der Padischa der Welt hat im Jahre 693 [entspricht 1294 n. Chr.] dieses gesegnete Papiergeld im Reiche eingeführt. Wer es fälscht oder verfälscht, wird mit Weib und Kind hingerichtet und sein Besitz vom Staat eingezogen.“ Zudem war in Arabisch das mohammedanische Glaubensbekenntnis abgedruckt.

## Bekämpfung von Falschgeld
Meist ist Falschgeld aufgrund fehlender Sicherheitsmerkmale durch den Menschen erkennbar. Hochwertige Fälschungen werden bei der Banknotenbearbeitung aufgrund fehlender oder fehlerhafter maschinenlesbarer Merkmale detektiert und zum Einlieferer zurückverfolgt.

### Deutschland
Beim Auftauchen von Falschgeld wird dieses an die jeweils nationale Zentralbank, in Deutschland an die Bundesbank, weitergeleitet. Die Bundesbank hat ein Nationales Analysezentrum (NCC) in Mainz eingerichtet.

### Österreich
In Österreich sind in den §§ 232 ff. A-StGB der Tatbestand und die Rechtsfolge der Geldfälschung dem deutschen Strafrecht sehr ähnlich ausgestaltet. Der Tatbestand des Falschgelds wird gemäß §§ 232 ff. A-StGB bestraft.

### Schweiz
In der Schweiz ist das Bundesamt für Polizei und die Bundeskriminalpolizei als ausführendes Organ für Falschgeld zuständig.
In der Schweiz lautet Art. 240 des CH-StGB wie folgt:
Abs. 1: «Wer Metallgeld, Papiergeld oder Banknoten fälscht, um sie als echt in Umlauf zu bringen, wird mit Freiheitsstrafe nicht unter einem Jahr bestraft.»
Abs. 2: «In besonders leichten Fällen ist die Strafe Freiheitsstrafe bis zu drei Jahren oder Geldstrafe.»
Abs. 3: «Der Täter ist auch strafbar, wenn er die Tat im Ausland begangen hat, in der Schweiz betreten und nicht ausgeliefert wird, und wenn die Tat auch am Begehungsorte strafbar ist.»
Auf den Noten selbst steht in allen Landessprachen:
«Banknoten sind strafrechtlich geschützt.»
Zwischen der Geldfälschung (Art. 240 CH-StGB) und dem Inumlaufsetzen falschen Geldes (Art. 242 CH-StGB) besteht echte Konkurrenz wie auch zwischen dem Inumlaufsetzen falschen Geldes (Art. 242 CH-StGB) und dem Betrug (Art. 146 CH-StGB). Wer Falschgeld in Umlauf bringt (Art. 242 CH-StGB), begeht in aller Regel zugleich einen Betrug.

### Eurozone
Je nach Qualität und Bedeutung wird die Fälschung auch an die Europäische Zentralbank (EZB) weitergegeben. Die EZB hat für ganz Europa ein Counterfeit Analysis Center (CAC) errichtet. Die dort geführte Datenbank Counterfeit Monitoring System (CMS) gibt Informationen über gefälschtes Geld an die Mitgliedsstaaten.
Neben der Europäischen Zentralbank befassen sich insbesondere Europol und Interpol mit Falschgeld. Außerdem wurde von verschiedenen Notenbanken die Zentralbank-Arbeitsgruppe für die Fälschungsbekämpfung als internationale Arbeitsgruppe zur Bekämpfung von Falschgeld (CBCDG) gegründet.

### USA
Während des Sezessionskrieges war „illegal currency“ kein Falschgeld, wurde jedoch nicht als gesetzliches Zahlungsmittel (englisch legal tender) von der Union anerkannt. Das US-amerikanische Bureau of Engraving and Printing verwendet für den „Greenback“ eine spezielle, sehr schwere Mischung aus Baumwolle und Leinen mit langen, soliden Fasern, die eher Stoff sind als Papier. Sie ist mit einem beim Schöpfvorgang eingelegten Faden versehen, besitzt Wasserzeichen und ist mit den Ausmaßen 155,956 mm × 66,294 mm versehen. Das Papier der Sorte Cranes Crest wiegt 90 Gramm pro Quadratmeter und ist unter UV-Licht nicht-leuchtend.

## Zahlen zum Falschgeldumlauf
Insgesamt ist der Falschgeldumlauf in den Industrieländern auf einem sehr niedrigen Niveau und stellt keine Gefahr für deren Volkswirtschaft und das Vertrauen in die jeweilige Währung dar. Der Schaden durch Betrug bei bargeldlosem Zahlungsverkehr ist um ein Vielfaches höher (z. B. Phishing, Kreditkartenbetrug).

### Eurozone
2003 hat die Europäische Zentralbank Falschgeld zu einem Nennwert von über 26 Millionen Euro sichergestellt, die Tendenz war zu diesem Zeitpunkt steigend. Die größte Zahl gefälschter Euro-Banknoten wurde 2009 mit 860.000 und einer Rate von 64 Fälschungen je einer Million umlaufender echter Banknoten erreicht. Seither geht dieser Wert zurück, was auch auf die verbesserten Sicherheitsmerkmale der Europa-Serie (ES2) zurückzuführen ist. 2021 wurden 347.000 gefälschte Euro-Banknoten aus dem Verkehr gezogen (12 Fälschungen je Million umlaufender echter Banknoten).
2003/2004 wurden in Deutschland etwa 100 Fälle registriert, bei denen Kunden behaupteten, aus Geldausgabeautomaten Falschgeld erhalten zu haben – bewiesen werden konnte jedoch kein einziger Fall. Es ist jedoch möglich, dass die Automaten aus Kostengründen aus Beständen der Banken befüllt worden waren, anstatt mit durch die Bundesbank geprüften Banknoten.
2010 wurden in Deutschland etwa 60.000 falsche Banknoten registriert (14 % mehr als im Vorjahr). Die am häufigsten gefälschte Banknote ist der 50-Euro-Schein (35.113). Die Zahl falscher Euro-Münzen belief sich auf 67.407 Stück. Damit sank die Zahl der Falschmünzen im Vergleich mit dem Vorjahr (78.500 Stück) deutlich. Die Schadenssumme stieg 2010 auf 3,4 Millionen Euro (2009: 3,1 Millionen Euro). Seit dem Höchststand von ca. 95.000 angehaltenen Fälschungen in 2016 waren die Zahlen rückläufig und erreichten mit 41.950 im Jahr 2021 einen Tiefststand. Davon waren 711 5-Euro-Scheine, 4.536 10-Euro-Noten, 16.088 20-Euro-Noten, 16.157 50-Euro-Noten, 2.545 100-Euro-Noten, 340 200-Euro-Noten und 773 500-Euro-Noten. Mit 56.600 gefälschten Banknoten (im Gesamtwert von 5,6 Millionen Euro) wurde im Jahr 2023 ein Anstieg gegenüber dem Vorjahr von 28 Prozent verzeichnet.

### Schweiz
In der Schweiz wurden 2016 insgesamt 2370 gefälschte Noten und 6273 gefälschte Münzen festgestellt, sie hatten zusammen einen Nominalwert von 371.907 Franken. Darüber hinaus wurden 367.205 Euro, 113.947 US-Dollar und geringe Mengen an weiteren Währungen sichergestellt.
2003 lag der Nominalwert der gefälschten Noten und Münzen noch bei 18.034.010 Franken, was ein Vielfaches der Summe von 2016 bedeutete, allerdings befanden sich darunter 17.627.000 Franken in Form von 1000-Franken-Noten, die einen Facsimilie-Aufdruck hatten. Diese wurden vorwiegend in Rip-Deals eingesetzt.

### England
Die Bank of England deckte 2021 ca. 103.000 Fälschungen auf, was einer Fälschungsrate auf ca. 25 Fälschungen je Million umlaufender echter Pfund-Sterling-Banknoten entsprach. Dies war deutlich unter der Höchstrate von 747.000 Fälschungen im Jahr 2012 (ca. 270 pro Million umlaufender echter Banknoten).

### USA
Der US Secret Service veröffentlicht seit längerem keine Zahlen zum Fälschungsaufkommen in den USA. Schätzungen gehen davon aus, dass das Niveau im US-Inland in einer ähnlichen Größenordnung wie beim Euro liegt. Der Hauptanteil der Fälschungen des US-Dollars zirkuliert im US-Ausland und ist deutlich höher. 2003 wurde geschätzt, dass weltweit ca. 100 Fälschungen je Million echter Dollarbanknoten umlaufen. Der Anteil der im US-Ausland zirkulierenden Dollarbanknoten wird auf ca. 60 % geschätzt. Für die US-Volkswirtschaft ist dies jedoch kein Problem, da die in die USA zurückgelieferten Banknoten sehr genau geprüft werden, bevor sie zur Einzahlung auf Bankkonten akzeptiert werden.

## Blüten und erlaubte Reproduktion
Umgangssprachlich sind Blüten Falschgeld, nicht jedoch im polizeilichen Amtsdeutsch. Hier sind Blüten Spielgeld, etwa für Monopoly. In den „Richtlinien für den Nachrichtenaustausch bei Falschgelddelikten“ des Hessischen Landeskriminalamtes von 1985 heißt es: „Blüten sind Abbildungen/Nachahmungen von Banknoten, die ein- oder zweiseitig bedruckt sind, oft abweichende Druckbilder aufweisen und nach dem Willen des Herstellers nicht als Zahlungsmittel verwendet werden sollen.“
In der Schweiz wird klar definiert, wann eine Reproduktion erlaubt ist (Merkblatt über die Reproduktion von Banknoten der Schweizerischen Nationalbank):
- wenn die Seitenlänge unter 66 % oder über 150 % der Originalnote ist
- beliebig, wenn weniger als 40 % einer Seite der Originalnote abgebildet ist
- Druck auf einem Material, das eindeutig nicht mit Papier verwechselt werden kann (z. B. Metall, Glas, Marzipan)
- wenn sie farblich von sämtlichen Kursnoten abweicht.

Auch in der Euro-Zone gibt es eine entsprechende Vorschrift: Die EZB-Entscheidung Nr. 4 aus 2003 vom 20. März 2003, dort insbesondere Artikel 2 Absatz 3, enthält in den Unterabschnitten a–f einen „Positivkatalog“, wann Reproduktionen von Euro-Banknoten erlaubt sind. Ist bei körperlichen Reproduktionen mindestens einer der Punkte a–e erfüllt, ist die gesamte Reproduktion zulässig. Punkt f regelt die Zulässigkeit von elektronischen Reproduktionen. Im Einzelnen:
a) Einseitige Reproduktionen (= auf der anderen Seite kein banknotenähnlicher Aufdruck), wenn die Kantenlängen gegenüber dem Original jeweils entweder um 25 % erhöht oder vermindert werden.
b) Beidseitige Reproduktionen, wenn die Kantenlängen gegenüber dem Original jeweils entweder verdoppelt oder halbiert werden.
c) Einzelne Gestaltungselemente, wenn diese auf einem nicht banknotenähnlichen Hintergrund aufgebracht werden.
d) Einseitige Reproduktionen, wenn weniger als 1/3 der Vorder- oder Rückseite reproduziert wird.
e) Reproduktionen auf einem Material, das sich deutlich von Papier (allgemein) unterscheidet, wenn dieses Material keine Ähnlichkeit mit dem für Banknotenherstellung verwendeten Material aufweist.
f) Elektronische Abbildungen, die jederzeit für jedermann zugänglich sind (Internet), wenn diese
1. in deutlich kontrastierender Farbe und einem gut lesbaren Schrifttyp das Wort „Specimen“ (engl. für Muster) in einer Mindestgröße von 75 % der Reproduktionsbreite und 15 % der Reproduktionshöhe aufgedruckt wird, und …
2. die Auflösung der Abbildung, bezogen auf die Originalgröße der reproduzierten Banknote, maximal 72 dpi beträgt.

## Außer Kurs gesetztes Geld, Phantasiegeld
Die Fälschung von nicht mehr gültigem Geld wie beispielsweise der D-Mark wird nach herrschender Meinung als nicht strafbar angesehen. Dabei wird argumentiert, dass außer Kurs gesetzte Banknoten oder Geldmünzen nicht unter den Geldbegriff fallen, da sie kein gültiges Zahlungsmittel mehr darstellen. Zudem ist zu bedenken, dass mit außer Kurs gesetzten Banknoten und Münzen nicht mehr bezahlt werden kann, sondern lediglich noch die Einreichung bei der Deutschen Bundesbank übrigbleibt. Dieser wird die Fälschung nicht verborgen bleiben. Dagegen ist herrschende Meinung, dass Phantasiegeld (etwa ein 300-Euro-Schein) in Anlehnung an das Layout anderer Banknoten in gleicher Währung unter die Strafbarkeit der Geldfälschung fällt. Ein 0-Euro-Schein wird wie die entsprechende Medaille als Souvenir verkauft. Hier kommt, da dies nicht als Zahlungsmittel verwendet werden soll, nur die Möglichkeit in Betracht, dass derart verfälschte Münzen und Scheine als Sammlerstücke angeboten werden.

## Trivia
Der Komiker und Sänger Mike Krüger veröffentlichte 1991 das Spaßlied Wer Banknoten Nachmacht. Im Refrain des Stücks wird der Gesetzestext "Wer Banknoten nachmacht oder verfälscht, oder nachgemachte oder verfälschte sich verschafft und in Verkehr bringt, wird mit Freiheitsstrafe nicht unter zwei Jahren bestraft" wörtlich zitiert.
Das Wesen von Falschgeld wird in nachfolgendem Rätselgedicht umschrieben:
Wer es macht, der sagt es nicht,

Wer es nimmt, der weiß es nicht,

Wer es kennt, der nimmt es nicht.